# きいちゃって藍蘭島 海龍神社放送局
きいちゃって藍蘭島 海龍神社放送局は、テレビアニメ作品『ながされて藍蘭島』の関連番組としてアニメイトTVにて配信されたインターネットラジオ番組。2007年9月7日から2008年6月6日まで毎週金曜日に配信されていた。パーソナリティは高橋美佳子（まち役）と千葉紗子（あやね役）。

## コーナー
島民だより
普通のお便りを紹介する。
今週の吹き矢ショー!
リスナーからイラっとしたことムカついたこと等を募集し高橋美佳子が吹き矢を吹いてリスナーをスッキリさせる。
藍蘭島温泉いやされて?
リスナーから心が温まった出来事を募集しエコーを掛けて紹介する。
今日はあやねDAY!（第23回 - ）
トラブルに巻き込まれても凹まず生き抜いているリスナーから体験談を募集し、紹介する。
負けず嫌い王選手権!（第23回 - ）
パーソナリティの二人が勝負するお題をリスナーから募集し、二人が対決する。
お伝えして藍蘭島
ながされて藍蘭島の関連商品を紹介する。

## 放送リスト
| 放送回     | 配信日         | サブタイトル                                 |
| ---------- | -------------- | -------------------------------------------- |
| 其の壱     | 2007年9月7日   | 『はじまって、海龍神社放送局』               |
| 其の弐     | 2007年9月14日  | 『めぐり合って、二人』                       |
| 其の参     | 2007年9月21日  | 『盛り上がって、ご近所トーク!?』             |
| 其の四     | 2007年9月28日  | 『流れ着いて、下野さん』                     |
| 其の五     | 2007年10月5日  | 『振り返って、藍蘭島』                       |
| 其の六     | 2007年10月12日 | 『影響させちゃって、ジューサー♪』            |
| 其の七     | 2007年10月19日 | 『食べたくって、お寿司♪』                    |
| 其の八     | 2007年10月26日 | 『お招きして、藤代先生♪』                    |
| 其の九     | 2007年11月2日  | 『旅したくって、沖縄♪』                      |
| 其の十     | 2007年11月9日  | 『思い出しちゃって、マグロ解体ショー♪』      |
| 其の十一   | 2007年11月16日 | 『頂いちゃって、ピザ!?』                     |
| 其の十二   | 2007年11月23日 | 『ぷぷー♪って、渡辺さん』                    |
| 其の十三   | 2007年11月30日 | 『影響されちゃって、ビールかけ?』            |
| 其の十四   | 2007年12月7日  | 『ポージング決めて、お二人♪』                |
| 其の十五   | 2007年12月14日 | 『冬のあたたかグッズって、お二人♪』          |
| 其の十六   | 2007年12月21日 | 『着たくって、着ぐるみ♪』                    |
| 其の十七   | 2007年12月28日 | 『はじけちゃって♪、年末年始すぺしゃる！』    |
| 其の十八   | 2008年1月11日  | 『新年あけまして、運試し新年会！？』         |
| 其の十九   | 2008年1月18日  | 『光臨して、笑いの坩堝！？』                 |
| 其の二十   | 2008年1月25日  | 『和んじゃって、ほんわか空気』               |
| 其の二十一 | 2008年2月1日   | 『急に呼ばれちゃって、スタジオ』             |
| 其の二十二 | 2008年2月8日   | 『すごいんですって、ばったり加減♪』          |
| 其の二十三 | 2008年2月15日  | 『押しつけあっちゃって、ボケとツッコミ！？』 |
| 其の二十四 | 2008年2月22日  | 『やってみたいねって、スポーツ吹き矢♪』      |
| 其の二十五 | 2008年2月29日  | 『いらっしゃって、えがちゃん♪』              |
| 其の二十六 | 2008年3月7日   | 『定着させて、「えがちゃん」♪』              |
| 其の二十七 | 2008年3月14日  | 『ポケットをたたいて、オカキが一枚♪』        |
| 其の二十八 | 2008年3月21日  | 『北上していって、桜前線♪』                  |
| 其の二十九 | 2008年3月28日  | 『落しちゃったって、財布！？』               |
| 其の三十   | 2008年4月4日   | 『めでたいんですって、4月ですから♪』         |
| 其の三十一 | 2008年4月11日  | 『春ですからって、睡眠のお話』               |
| 其の三十二 | 2008年4月18日  | 『ありえないっすよ！って、洋服タグ（爆）』   |
| 其の三十三 | 2008年4月25日  | 『一生に一度ですって、初任給』               |
| 其の三十四 | 2008年5月2日   | 『真っ只中ですって、ゴールデンウィーク』     |
| 其の三十五 | 2008年5月9日   | 『開けちゃって、CDケース（笑）』             |
| 其の三十六 | 2008年5月16日  | 『驚きですって、巨大な○○♪』                  |
| 其の三十七 | 2008年5月23日  | 『テンパって、海龍神社放送局♪』              |
| 其の三十八 | 2008年5月30日  | 『驚いてちゃって、海龍神社放送局』           |
| 其の三十九 | 2008年6月6日   | 『届いちゃって、心からの“さんきゅー”』       |

## ゲスト
- 第01回・第21回：岡本英樹（監督）
- 第04回・第05回：下野紘（東方院行人役）
- 第08回・第09回：藤代健（原作者）
- 第12回・第13回：渡辺明乃（とんかつ役）
- 第16回・第17回：生天目仁美（梅梅役）
- 第18回・第19回：伊藤静（ちかげ役）
- 第25回・第26回：長谷川静香（ゆきの役）

## CD
DJCD用に新規録り下ろしされています。パーソナリティはラジオ同様、高橋美佳子（まち役）と千葉紗子（あやね役）。
- きいちゃって藍蘭島 海龍神社放送局 DJし〜でぃ 第1巻
  - ゲスト：下野紘（東方院行人 役）、岡本英樹監督、藤代健先生
- きいちゃって藍蘭島 海龍神社放送局 DJし〜でぃ 第2巻
  - 熱海で出張録音
- きいちゃって藍蘭島 海龍神社放送局 DJし〜でぃ 第3巻
  - ゲスト：下野紘（東方院行人 役）/堀江由衣（すず役）/白石涼子（りん役）/伊藤静（ちかげ役）/長谷川静香（ゆきの役）